# 4Q246

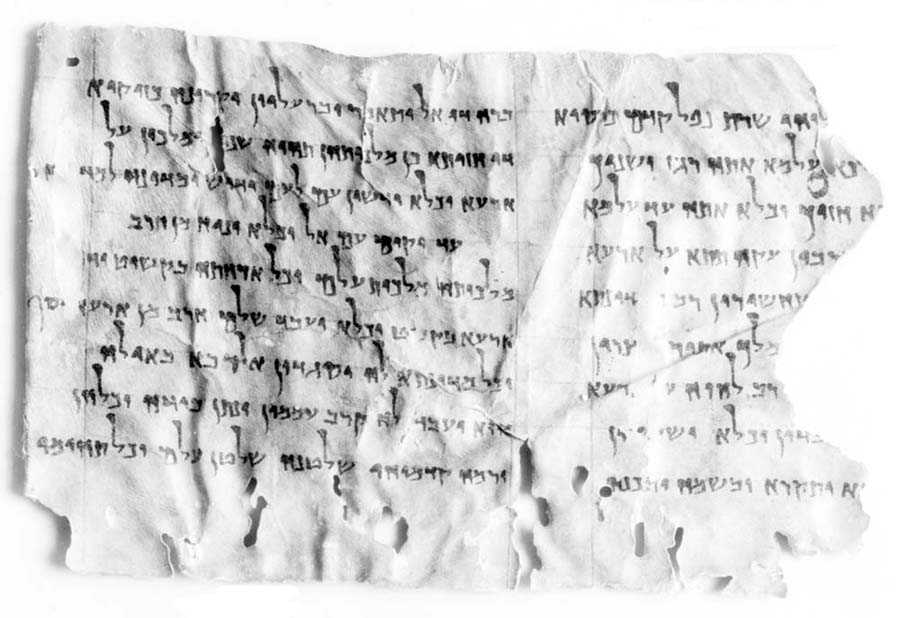
المخطوطة 4Q246

المخطوطة 4Q246 وتعرف أيضًا باسم نص ابن الله أو نهاية العالم الآرامية هي واحدة من مخطوطات البحر الميت التي عثر عليها في خربة قمران تمتاز بذكر مسياني مبكر لابن الله.. نص المخطوطة عبارة عن قطعة باللغة الآرامية وجدت سنة 1958م في الكهف رقم 4 في قمران، وأثارت جدلًا حول هوية شخصية "ابن الله".

## اللغة
كتبت مخطوطات البحر الميت بالعبرية واليونانية والآرامية. استخدمت اللهجة الآرامية الفلسطينية اليهودية (التي كانت شائعة بين سنتي 200 ق.م.-200م) بدلاً من الآرامية القياسية في كتابتها.
كُتب النص بالخط الهيرودي الجيد، الذي يمكن فك رموزه بسهولة. ولا يمكن المبالغة في تقدير أهمية هذا النص لمبادئ ولاهوت جماعة قمران. تميل لغة المخطوطة إلى أدبيات نهاية العالم؛ حيث تتحدث عن المعاناة التي ستأتي على الأرض، وعن الحكم الكارثي للأعداء.

## النص
مخطوطة ابن الله ذات نص قصير. العمود الأول (على اليمين) تالف ويتطلب بعض الترميم التفسيري، وهي واحدة من أصغر القطع التي عثر عليها في الكهف 4. يتضمن النص عبارات مثل "ابن الله" و"العلي"، لذا فهي ترتبط بآيات دانيال 7: 13-14، ولوقا 1: 32-33، ولوقا 1: 35. من المستحيل تقدير الطول الكامل للمخطوطة بالضبط، ولكن طول العمود فيها يبلغ حوالي نصف طول المخطوطة ذات الحجم العادي. من ناحية علم الكتابات القديمة، نقل فيتزماير عن جوزيف ميليك قوله بأن النص يعود تاريخه إلى الثلث الأخير من القرن الأول قبل الميلاد، وهو ما يتفق معه بويش. تعد أشكال الحروف متفقة مع تلك التي كانت تستخدم لكتابة النص الهيرودي الرسمي في البدايات، وإن كانت التواريخ التي حددها ميليك وبويش محدودة إلى حد كبير.
يحتوي الجدول على النص الكامل منسقًا ليعكس النص الفعلي للمخطوطة. الأقسام الموجودة بين قوسين هي الأجزاء غير المعروفة التي تضررت فيها المخطوطة:
| العمود الأول | العمود الثاني |
| --- | --- |
| 1. [. . . ] وحل عليه روح من الله، فسقط أمام العرش. 2. [. . . أيها الملك]، قد يأتي الغضب على العالم وعلى سنواتكم 3. [يجب أن تقل . . . هذه] هي رؤيتك، وكلها على وشك أن تأتي إلى العالم. 4. [. . . وسط] [الآيات] العظيمة، يأتي الضيق على الأرض. 5. [. . . بعد كثرة القتل] والذبح أمير الأمم 6. [سينشأ. . .] ملك آشور ومصر 7. [. . .] سيحكم الأرض 8. [ . . .] سوف يخضع له وسيطيعه الجميع 9. [هو.] [وأيضا ابنه] سيدعى الكبير وسيتعين اسمه. | 1. سيُدعى ابن الله، وسيُدعى ابن العلي. ولكن مثل الشهب 2. التي رأيتها في رؤياك، ستكون مملكتهم. سيحكمون لبضع سنوات فقط 3. في الأرض، حين يدوس أناسٌ أناسًا، وتدوس أمةٌ أمةً. 4. إلى أن يقوم شعب الله، عندها سيرتاح الجميع من الحرب. 5. وتكون مملكتهم مملكة أبدية وكل سبلهم مستقيمة. سيحكمون 6. الأرض بالحق وستتصالح جميع الامم. ستتوقف الحرب في الأرض 7. وستطيعهم جميع الأمم. وسيكون الله العظيم في عونهم 8. سيقاتل هو نفسه من أجلهم، ويضع الشعوب تحت سلطانهم 9. وسيخضعوا جميعًا أمامهم. سيكون حكم الله حكمًا أبديًا وكل أصقاع 10. [الأرض له]. |

## التفسير
أحد النقاشات الرئيسية بين العلماء حول نص ابن الله هي هوية الشخصية التي تسمى "ابن الله". يقول النص أنه سيأتي أثناء "الضيق"، وأن والده "سيحكم الأرض" وسيُدعى هذا الشخص "العظيم"، وسيملك الاثنان "لبضع سنوات"، بينما "تسحق" الأمم بعضها البعض. فبينما يظن البعض أن هذا "نبي في آخر الزمان" أو "شخصية مسيانية"، يزعم آخرون أنه "شخصية سلبية"، وربما "ملك سوري"، مثل أنطيوخس الرابع إبيفانيس الذي وصفه الإصحاح السابع في سفر دانيال أنه عدو المسيح.
عند نشر جزء من هذه المخطوطة لأول مرة سنة 1974م، ذكّرت عبارة "سيدعى ابن الله وابن العلي" ربطها علماء بوصف الأناجيل ليسوع: "هذا يكون عظيمًا، وابن العلي يُدعى" (لوقا 1: 32) و"يُدعى ابن الله" (لوقا 1: 35). أضاف ذلك دليلًا إضافيًا في نظر بعض العلماء على أن الاعتقاد اليهودي حول المسيح القادم أنه سيكون ملكًا يجلب السلام، وسيسميه يهود الهيكل الثاني ابن الله. بينما فسّرها آخرون بأنه شخص "شرير، سيغتصب مكانة الله، ولكن سيطيح به "شعب الله" الذي يقف الله إلى جانبهم". وعندما نُشر النص الكامل، مال المزيد من الباحثين إلى صحة التفسير الأخير.
هناك عدة حجج لتأكيد كون الشخصية مسيانية. الأول هو تشابه الشخصية مع لوقا 1. هناك أيضًا تشابه مسياني في صموئيل 2 7: 12-14، حيث يقول الله لداود أن الله سيؤسس من نسله مملكته الأبدية، والله "سيكون له أبا وهو سيكون له ابنا". على العكس، يدين الله في المقطع الموجود في سفر دانيال 7، حيث الوحش في الرؤيا (أنطيوخوس الرابع)، فإن الأوصاف المعطاة للشخصية في هذه المخطوطة "لا جدال فيها أبدًا، ولا تصدر أي أحكام على هذه الشخصية بعد قيام شعب الله". ويزعم هؤلاء العلماء أيضًا بأن السطر الرابع من العمود الثاني غامض، ويمكن أن تعني أن الشخصية "سيرفع شعب الله"، مما يجعله شخصية منقذة قد تكون حاضرة في أوقات الضيق. بالنظر إلى سياق الفترة الهلنستية والحكم القمعي، يستنتج الكثيرون أن النص يشير إلى أنطيوخوس الرابع إبيفانيس، الطاغية السوري الذي حكم بين سنتي 170-164 ق.م.
تحتوي قطعة نص ابن الله على العمود الثاني كاملًا، بينما العمود الأول مجزئًا. مما يشير إلى أنه كان في الأصل متصلاً بعمود آخر. وبما أن القطعة صغيرة جدًا، فمن الخطورة التوصل إلى نتيجة قاطعة حول هذه الشخصية؛ ومن المرجح أن تحل النسخة الكاملة من النص هذا الجدال.